# Mandi Bahauddin (Distrikt)
Der Distrikt Mandi Bahauddin, auch Mandi Baha ud Din, ist ein Verwaltungsdistrikt in Pakistan in der Provinz Punjab. Sitz der Distriktverwaltung ist die gleichnamige Stadt Mandi Bahauddin.
Der Distrikt hat eine Fläche von 2673 km² und nach der Volkszählung von 2017 1.593.292 Einwohner. Die Bevölkerungsdichte beträgt 596 Einwohner/km². Im Distrikt wird zur Mehrheit die Sprache Panjabi gesprochen.

## Lage
Der Distrikt befindet sich im Norden der Provinz Punjab, die sich im Westen von Pakistan befindet. Es grenzt im Nordwesten an den Fluss Jhelam, im Südosten an den Fluss Chanab (der ihn vom Distrikt Gujranwala und vom Distrikt Gujrat trennt) und im Südwesten an den Distrikt Sargodha.

## Verwaltungsgliederung
Der Distrikt ist administrativ in drei Tehsil unterteilt:
- Malakwal
- Mandi Bahauddin
- Phalia

## Demografie
Zwischen 1998 und 2017 wuchs die Bevölkerung um jährlich 1,68 %. Von der Bevölkerung leben ca. 14 % in städtischen Regionen und ca. 86 % in ländlichen Regionen. In 252.120 Haushalten leben 776.205 Männer, 816.971 Frauen und 116 Transgender, woraus sich ein Geschlechterverhältnis von 95 Männer pro 100 Frauen ergibt und damit einen für Pakistan seltenen Frauenüberschuss.
| Jahr | Einwohnerzahl |
| ---- | ------------- |
| 1972 | 721.833       |
| 1981 | 846.114       |
| 1998 | 1.160.552     |
| 2017 | 1.593.292     |

## Bildung
Die Alphabetisierungsrate in den Jahren 2014/15 bei der Bevölkerung über 10 Jahren liegt bei 65 % (Frauen: 59 %, Männer: 71 %) und liegt damit über dem Durchschnitt der Provinz Punjab von 63 %.